# Hans-Georg Pflaum
Hans-Georg Pflaum (Berlino, 3 giugno 1902 – Linz, 26 dicembre 1979) è stato uno storico tedesco.
Dal 1952 insegnò alla École pratique des hautes études dove mise a frutto i precetti fornitigli da Jérôme Carcopino. Si occupò di epigrafia latina dell'Africa e della Gallia, scrivendo molti trattati e studi fondamentali.